# 荒木茜羽
荒木茜羽（日语：／ Araki Akane，1996年10月21日—），日本女子羽毛球运动员。埼玉縣出生，畢業於埼玉栄中学校及青森山田高校，曾為七十七銀行羽毛球部的成員，現隸屬岐阜Tricky Panders羽球隊。

## 簡歷
荒木茜羽的母親為前中國國家隊成員吴健秋，父親朱淳（日本名：荒木淳）則為專業運動防護員，其妹妹荒木萌惠同為羽毛球運動員。荒木茜羽7歲開始接觸羽毛球，曾經與媽媽一起搭配雙打出賽。
2014年2月，荒木茜羽代表日本出戰亞洲青年羽毛球錦標賽，助隊伍贏得混合團體季軍；她又在4月舉行的世界青年羽毛球錦標賽，助隊伍贏得混合團體季軍。
2016年4月，荒木茜羽出戰大溪地羽毛球國際挑戰賽，與河崎綾佳合作贏得女子雙打冠軍。
2017年7月，荒木茜羽分别与松田蒼以及松居圭一郎出战俄羅斯羽毛球大獎賽，在女双决赛以3比2（11-6、6-11、11-7、7-11、11-5）击败了队友的今井優步/川島美南，赢得冠军；而混双决赛以0比3（8-11、11-13、3-11）不敌马来西亚新老组合的陳炳順/謝宜茜，赢得亚军。同年10月，她与松田蒼出战碧特博格羽毛球黃金大獎賽，在女双决赛以0比2（19-21、6-21）不敌赛会2号种子、泰国的宗功攀·吉迪特拉恭/拉温达·巴宗哉，赢得亚军。

## 主要比賽成績
只列出曾進入準決賽的國際賽事成績：
| 年份   | 賽事                       | 公開賽級別 | 項目     | 拍檔       | 成績   |
| ------ | -------------------------- | ---------- | -------- | ---------- | ------ |
| 2014年 | 亞洲青年羽毛球錦標賽       | 其他       | 混合團體 | －         | 季軍   |
| 2014年 | 世界青年羽毛球錦標賽       | 其他       | 混合團體 | －         | 季軍   |
| 2016年 | 大溪地羽毛球國際挑戰賽     | 國際挑戰賽 | 女子雙打 | 河崎綾佳   | 冠軍   |
| 2016年 | 比利時羽毛球國際賽         | 國際挑戰賽 | 女子雙打 | 河崎綾佳   | 準決賽 |
| 2017年 | 俄羅斯羽毛球大獎賽         | 大獎賽     | 女子雙打 | 松田蒼     | 冠軍   |
| 2017年 | 俄羅斯羽毛球大獎賽         | 大獎賽     | 混合雙打 | 松居圭一郎 | 亞軍   |
| 2017年 | 碧特博格羽毛球黃金大獎賽   | 黃金大獎賽 | 女子雙打 | 松田蒼     | 亞軍   |
| 2018年 | 白夜羽毛球賽               | 國際挑戰賽 | 女子雙打 | 今井莉子   | 冠軍   |
| 2018年 | 俄羅斯羽毛球公開賽         | 超級100賽  | 女子雙打 | 今井莉子   | 準決賽 |
| 2018年 | 美國羽毛球國際系列賽       | 國際系列賽 | 女子雙打 | 今井莉子   | 冠軍   |
| 2018年 | 印尼邦加勿里洞羽毛球大師賽 | 超級100賽  | 女子雙打 | 今井莉子   | 準決賽 |
| 2019年 | 海得拉巴羽毛球公開賽       | 超級100賽  | 女子雙打 | 今井莉子   | 準決賽 |

| 2007-2017年 | 首要超級賽 | 超級賽 | 黃金大獎賽 | 大獎賽 | 國際挑戰賽 | 國際系列賽 | 未來系列賽 | 其他 |

| 2018-2026年 | 總決賽 | 超級1000賽 | 超級750賽 | 超級500賽 | 超級300賽 | 超級100賽 | 國際挑戰賽 | 國際系列賽 | 未來系列賽 | 其他 |